# Chicago Film Critics Association Award/Beste Nebendarstellerin
Preis der Chicago Film Critics Association: Beste Nebendarstellerin
Gewinner des Chicago Film Critics Association Awards in der Kategorie Beste Nebendarstellerin (Best Supporting Actress). Die US-amerikanische Filmkritikervereinigung gibt alljährlich Mitte Dezember ihre Auszeichnungen für die besten Filmproduktionen und Filmschaffenden des laufenden Kalenderjahres bekannt. Diese werden wie bei der Oscar- oder Golden-Globe-Verleihung aus fünf Nominierten ausgewählt.
Am erfolgreichsten in dieser Kategorie war die US-Amerikanerin Frances McDormand, die den Preis zwei Mal gewinnen konnte. Fünf Mal gelang es der Filmkritikervereinigung, vorab die Oscar-Gewinnerin zu präsentieren, zuletzt 2014 geschehen, mit der Preisvergabe an die US-Amerikanerin Patricia Arquette (Boyhood).
| Jahr | Preisträgerin       | Filmtitel                                       | Deutscher Titel                             |
| ---- | ------------------- | ----------------------------------------------- | ------------------------------------------- |
| 1988 | Frances McDormand   | Mississippi Burning                             | Mississippi Burning – Die Wurzel des Hasses |
| 1989 | Laura San Giacomo   | Sex, Lies, and Videotape                        | Sex, Lügen und Video                        |
| 1990 | Lorraine Bracco     | Goodfellas                                      | GoodFellas – Drei Jahrzehnte in der Mafia   |
| 1991 | Mercedes Ruehl ¹    | The Fisher King                                 | König der Fischer                           |
| 1992 | Judy Davis          | Husbands and Wives                              | Ehemänner und Ehefrauen                     |
| 1993 | Rosie Perez         | Fearless                                        | Fearless – Jenseits der Angst               |
| 1994 | Dianne Wiest ¹      | Bullets Over Broadway                           | Bullets Over Broadway                       |
| 1995 | Joan Allen          | Nixon                                           | Nixon                                       |
| 1996 | Irma Hall           | A Family Thing                                  | A Family Thing – Brüder wider Willen        |
| 1997 | Debbi Morgan        | Eve’s Bayou                                     | Eve’s Bayou                                 |
| 1998 | Kathy Bates         | Primary Colors                                  | Mit aller Macht                             |
| 1999 | Chloë Sevigny       | Boys Don’t Cry                                  | Boys Don’t Cry                              |
| 2000 | Frances McDormand   | Almost Famous                                   | Almost Famous – Fast berühmt                |
| 2001 | Cameron Diaz        | Vanilla Sky                                     | Vanilla Sky                                 |
| 2002 | Meryl Streep        | Adaptation                                      | Adaption – Der Orchideen-Dieb               |
| 2003 | Patricia Clarkson   | Pieces of April                                 | Pieces of April – Ein Tag mit April Burns   |
| 2004 | Virginia Madsen     | Sideways                                        | Sideways                                    |
| 2005 | Maria Bello         | A History of Violence                           | A History of Violence                       |
| 2006 | Rinko Kikuchi       | Babel                                           | Babel                                       |
| 2007 | Cate Blanchett      | I’m Not There                                   | I’m Not There                               |
| 2008 | Kate Winslet ²      | The Reader                                      | Der Vorleser                                |
| 2009 | Mo’Nique ¹          | Precious: Based on the Novel “Push” by Sapphire | Precious – Das Leben ist kostbar            |
| 2010 | Hailee Steinfeld    | True Grit                                       | True Grit                                   |
| 2011 | Jessica Chastain    | The Tree of Life                                | The Tree of Life                            |
| 2012 | Amy Adams           | The Master                                      | The Master                                  |
| 2013 | Lupita Nyong’o ¹    | 12 Years a Slave                                | 12 Years a Slave                            |
| 2014 | Patricia Arquette ¹ | Boyhood                                         | Boyhood                                     |
| 2015 | Alicia Vikander     | Ex Machina                                      | Ex Machina                                  |
| 2016 | Michelle Williams   | Manchester by the Sea                           | Manchester by the Sea                       |
| 2017 | Laurie Metcalf      | Lady Bird                                       | Lady Bird                                   |
| 2018 | Olivia Colman ²     | The Favourite                                   | The Favourite – Intrigen und Irrsinn        |
| 2019 | Florence Pugh       | Little Women                                    | Little Women                                |
| 2020 | Marija Bakalowa     | Borat Subsequent Moviefilm                      | Borat Anschluss Moviefilm                   |

¹ = Schauspielerinnen, die für ihre Rolle später den Oscar als Beste Nebendarstellerin des Jahres gewannen.

² = Schauspielerinnen, die für ihre Rolle später den Oscar als Beste Hauptdarstellerin des Jahres gewannen.